# Chambeyronia macrocarpa
Chambeyronia macrocarpa é uma espécie de palmeira pertencente à família Arecaceae.